# Velim (Croatie)
Velim est un village de la municipalité de Stankovci (Comitat de Zadar) en Croatie. Au recensement de 2011, le village comptait 123 habitants.